# La burbuja azul
Clémentine, "La Burbuja Azul" en español, fue una serie televisada de animación franco japonesa que constó de 39 episodios de 22 minutos cada uno. Creada por Bruno-René Huchez y difundida en Francia desde el 2 de octubre de 1985 de por Antenne 2 en la emisión Récré A2. En Quebec, la serie fue difundida por Radio Quebec. Ha sido doblada al español y difundida en varios países de Latinoamérica. 
El dibujo animado es completamente difundido por Black Box de manera legal y gratuita.

## Sinopsis
En los años 1920, Clémentine, de 10 años de edad, se encuentra en una silla de ruedas después de un accidente de avión con su padre el cual fue causado por el demonio Malmoth que ha jurado su muerte. Constatando que ha fracasado, el demonio envía continuamente a sus esbirros para matarle. Afortunadamente, el hada Héméra interviene, protegiendo a Clémentine gracias a su burbuja azul, volviéndole a dar el uso de sus piernas durante sus sueños y llevándola en fabulosos viajes a través del tiempo y el mundo.

## Personajes

### Personajes principales y voces originales
Los personajes que figuran en la contraportada del DVD.
- Clémentine Dumat

Voz: Céline Monsarrat
Primera aparición: Episodio 1
- Alex Dumat

Voz : Michel Bedetti
Primera aparición : Episodio 1
- Petit Boy

Voz: Francette Vernillat
Primera aparición: Episodio 1
- Héméra

Voz: Évelyne Séléna, Béatrice Delfe
Primera aparición: (Voz) Episodio 3, (Físico) Episodio 4
- Malmoth

Voz : Roger Carel, Francis Lax, Jacques Torrens
Primera aparición: (Nube) episodio 1, (Voz) episodio 2, (Físico) episodio 5
- Hélice

Voz: Monique Tarbes, Laurence Badie
Primera aparición: Episodio 5
- Eolo

Voz: Catherine Lafond
Primera aparición: Episodio 1
- Gontrand

Voz: Roger Carel, Albert Augier, Jacques Torrens
Primera aparición: Episodio 1
- Starlett O'Wawa

Voz: Evelyne Séléna
Primera aparición: Episodio 1
- Ginette

Voz: Laurence Badie
Primera aparición: Episodio 1

### Personajes secundarios
- Basile

Voz: Jean-Claude Montalban
Primera aparición: Episodio 1
- Illico Presto

Voz: Gérard Hernandez
Primera aparición : Episodio 1
- Léonie

Voz: Lily Barón
Primera aparición: Episodio 1
- M. Pluche

Voz : Gérard Hernandez, Julien Thomast
Primera aparición: Episodio 1
- Mlle Elvire

Voz: ¿?
Primera aparición: Episodio 1
- Pinocho

Voz: Jackie Pastor
Primera aparición: Episodio 6
- Leonardo da Vinci

Voz: Maurice Sarfati
Primera aparición: Episodio 7
- Hansel

Voz: Francette Vernillat
Primera aparición: Episodio 8
- Gretel

Voz: Catherine Lafond
Primera aparición: Episodio 8
- Oliver Twist

Voz: Bernard Fuelle
Primera aparición: Episodio 10
- Nils Holgersson

Voz: Maryse Meryl
Primera aparición: Episodio 12
- Mohann

Voz: Luq Hamet
Primera aparición : Episodio 14
- Aladino

Voz: Edgar Givry
Primera aparición : Episodio 16
- Kateri Tekakwitha

Voz: Dominique Dumont
Primera aparición : Episodio 18
- Lazarillo

Voz: Jackie Pastor
Primera aparición : Episodio 20
- Akhénaton

Voz: Francis Lax
Primera aparición : Episodio 22
- Momotarō

Voz: Éric Legrand
Primera aparición : Episodio 24

### Grouillants
Los grouillants son los enviados de Malmoth. En general, tienen su propia motivación pero Malmoth les confía además la misión de matar a Clémentine. Cuando fracasan, en general muriendo, Malmoth los castiga transformándolos en grouillants. Guardan su cabeza humana, pero con cuerpo de animal, a menudo de reptil. Una conversación entre Malmoth y el Conde Cafardo deja sentir que ya tenían esta forma antes de que su maestro los envíase a hacer daño en la Tierra. 

#### Primera generación
- Mollache

Voz: Roger Carel
Primera aparición: Episodio 1
- Dr Billot

Voz: Roger Carel
Primera aparición: Episodio 4
- Conde Cafardo

Voz: Roger Carel
Primera aparición: Episodio 7
- Vocifuro

Voz: Pierre Garin
Primera aparición: Episodio 8
- Lady Câline

Voz : Monique Thierry
Primera aparición: Episodio 10
- Trollus

Voz: Roger Carel
Primera aparición: Episodio 12
- Buscar

Voz: Georges Atlas
Primera aparición: Episodio 14
- Alcracham

Voz : Jacques Marin
Primera aparición: Episodio 16
- El agusanado

Voz: Jacques Chevalier
Primera aparición: Episodio 18
- La Cobra

Voz: Serge Lhorca
Primera aparición: Episodio 20
- Narmor

Voz: Henry Djanik
Primera aparición: Episodio 22
- Yamada

Voz: Gérard Hernandez
Primera aparición: Episodio 24

#### Segunda generación
- Von Kloport

Voz: Roger Carel
Primera aparición: Episodio 27
- Barbach

Voz: Roger Carel
Primera aparición : Episodio 28
- Calamidad

Voz: Roger Carel
Primera aparición: Episodio 29
- Carnigor

Primera aparición: Episodio 32
- Los Bubons

Primera aparición: Episodio 33
- Oaku

Primera aparición: episodio 34
- Rénégoff Ier

Primera aparición: Episodio 35
- Mac More

Primera aparición: Episodio 36
- Malmorea

Primera aparición: Episodio 38

## Distribución de las voces
- Céline Monsarrat: Clémentine Dumat
- Monique Tarbès: Hélice
- Roger Carel: Malmoth, Gontrand, el narrador (episodios 1 a 6).
- Évelyne Séléna: Héméra, Malmotha, Starlett O'Wawa
- Michel Bedetti: Alex Dumat, padre de Clémentine
- Catherine Lafond: Eolo
- Laurence Badie: Ginette
- Francette Vernillat: Petit Boy
- Patrick Poivey después Laurent Hilling: el narrador.

## Episodios

### Primera temporada (1985)
1 (1- 1): El Siniestro Mollache

 2 (1- 2): La Fuga en globo

 3 (1- 3): El Accidente

 4 (1- 4): La Venganza de Malmoth

 5 (1- 5) : La Operación del diablo

 6 (1- 6): En Italia: La Fiesta en Venecia

 7 (1- 7): En Italia: La Fosa de las morenas

8 En Alemania: La Casa de pastel. 

### Segunda temporada (1986)
1. La gracia de la guerra.
2. La Muerte al cabo del mundo (Perdido en el Polo Norte).
3. La Línea.
4. El Correo de las Américas.
5. Ginette, as de espadas.
6. Los aventuras (sic.) del padre Trompier.
7. La Novia de Malmoth.
8. El Dragón en las nubes.
9. El Loco de los estepas.
10. El Canto del amor.
11. Clémentine superestrella.
12. Malmorea.
13. El Último Viaje.